# أبوسوم كويشوان الفأر
أبوسوم كويشوان الفأر (الأسم العلمي:Marmosa quichua)، هو نوع من الأبوسوم يتواجد في الغابات الجبلية على المنحدرات الشرقية لجبال الأنديز في بيرو، على ارتفاعات 300-2700 م.